# Andrena birtwelli
Andrena birtwelli là một loài Hymenoptera trong họ Andrenidae. Loài này được Cockerell mô tả khoa học năm 1901.